# Partido Popular Italiano (1994)
O Partido Popular Italiano (em italiano Partito Popolare Italiano; PPI) foi um partido político democrata-cristão italiano fundado em 1994 
após um movimento de renovação da Democrazia Cristiana pelo líder Mino Martinazzoli. Expoentes do partido foram Rocco Buttiglione, Gerardo Bianco, Franco Marini e Pierluigi Castagnetti.

## Resultados eleitorais

### Eleições legislativas

#### Câmara dos Deputados
| Data | Votos     | %         | Deputados | +/- | Status   |
| ---- | --------- | --------- | --------- | --- | -------- |
| 1994 | 4 282 172 | 11,1 (#4) | 33 / 630  |     | Oposição |
| 1996 | 2 554 072 | 6,8 (#6)  | 67 / 630  | 34  | Governo  |

#### Senado
| Data | Votos     | %         | Deputados | +/- | Notas         |
| ---- | --------- | --------- | --------- | --- | ------------- |
| 1994 | 5 526 090 | 16,7 (#4) | 34 / 315  |     |               |
| 1996 | N/D       | N/D       | 31 / 315  | 3   | na A Oliveira |

### Eleições europeias
| Data | Votos     | %         | Deputados | +/- |
| ---- | --------- | --------- | --------- | --- |
| 1994 | 3 295 337 | 10,0 (#4) | 8 / 87    |     |
| 1999 | 1 316 830 | 4,2 (#8)  | 4 / 87    | 4   |